# Arquitectura neoplateresca

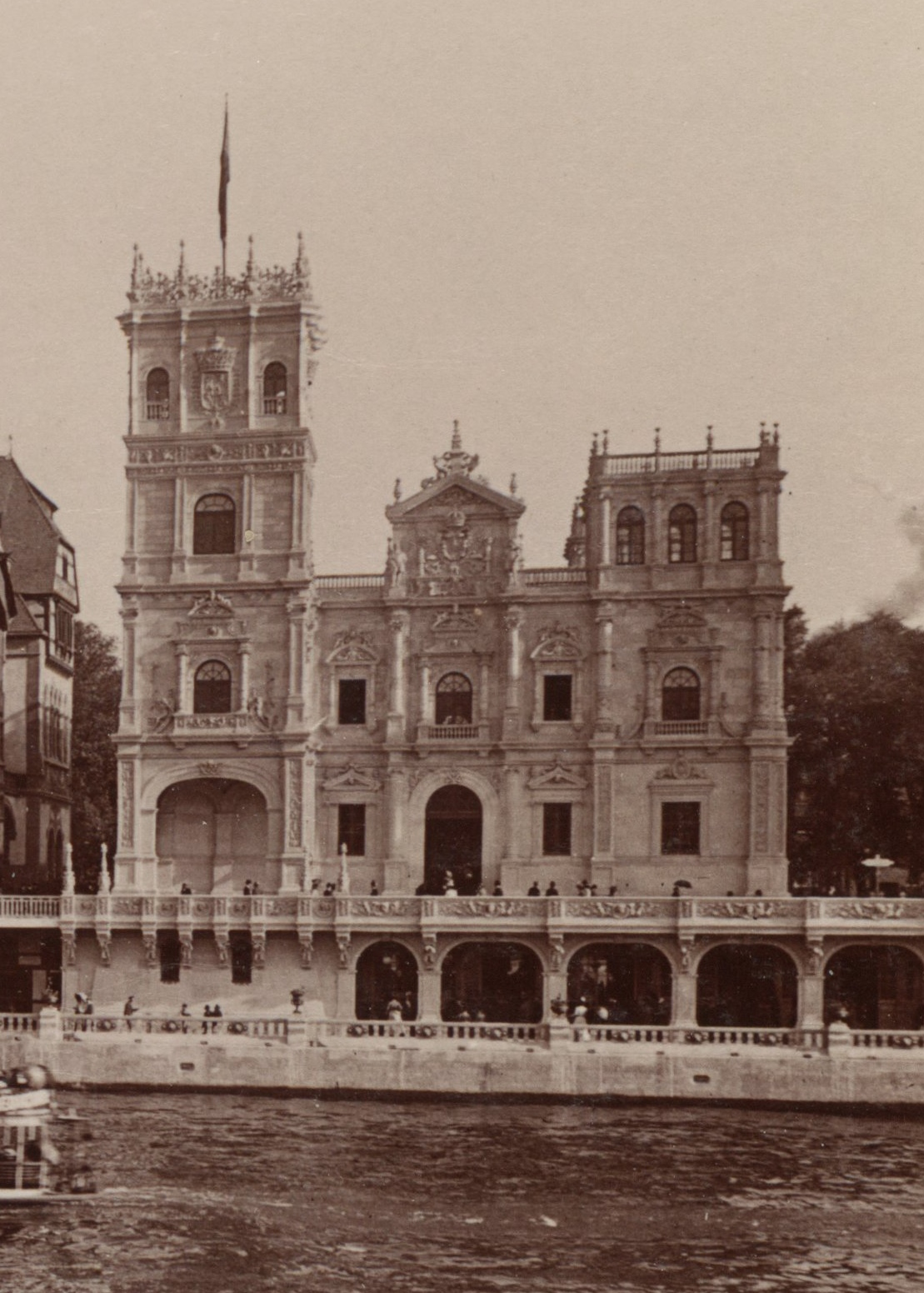
Pabellón español en la Exposición Universal de París de 1900, de José Urioste.

El neoplateresco arquitectónico (denominado a veces también como arquitectura neoplateresca) es una mezcla de estilos arquitectónicos que surgió en España a finales del siglo XIX y comienzos del siglo XX. Surge como inspiración paralela de las arquitecturas historicistas, buscando en sus elementos artísticos el recuerdo evocador del pasado esplendor de España, este movimiento surge con fuerza tras el desastre del 98. El introductor de este estilo fue el arquitecto español José Urioste que en la Exposición Universal de París de 1900 expuso en el Pabellón Español logrando un éxito y una fama que marcó el estilo arquitectónico de un periodo de comienzos de siglo XX. Urioste diseñó los pabellones inspirándose en el Palacio de Monterrey (Salamanca), y en el Colegio Mayor de San Ildefonso de Alcalá de Henares. Este estilo pronto es adoptado en España de comienzos del siglo XX como un estándar arquitectónico en el diseño de edificios públicos y oficiales, pudiéndose encontrar numerosos ejemplos a lo largo del territorio.

## Historia

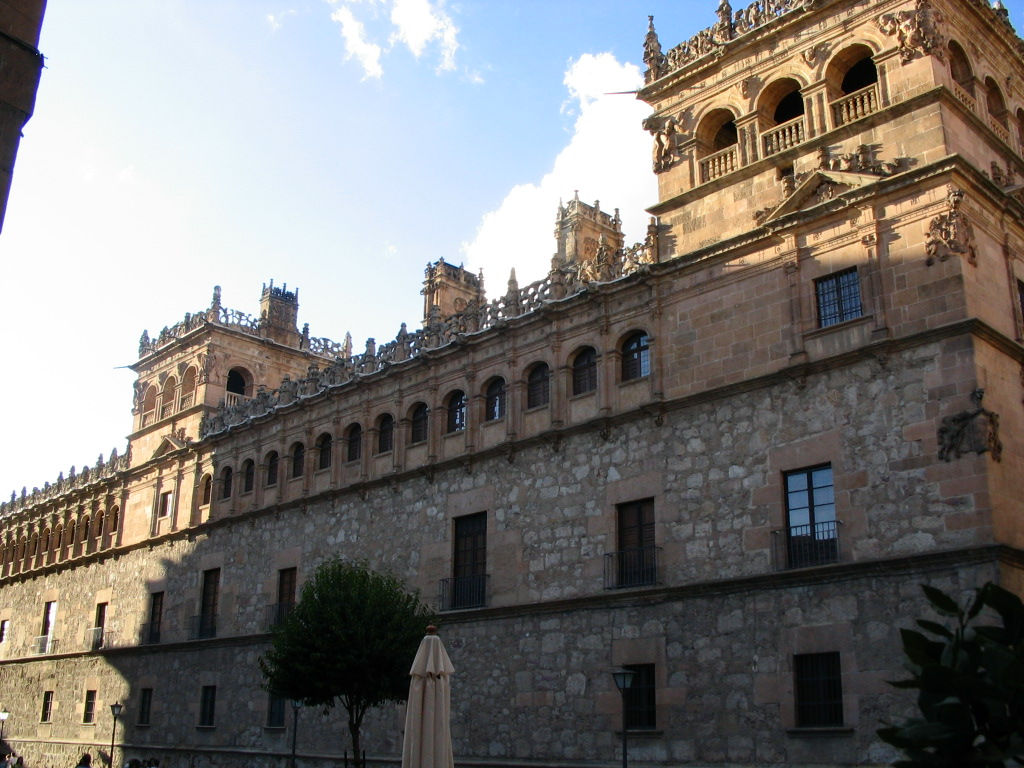
El Palacio de Monterrey (Salamanca) fue un edificio inspirador del estilo historicista que se desarrollaría en España a comienzos del siglo XX.

El historicismo nace como corriente filosófica a finales del siglo XIX. Su idea es la de conectar el presente con el pasado con una visión romántica. En arquitectura da lugar a una familia de arquitecturas historicistas que se denominan con el prefijo neo- : de esta forma surge la arquitectura neoclásica, la arquitectura neomudéjar, etc. A menudo se combinan estos estilos evocadores dando lugar a la arquitectura ecléctica.
En algunos casos los estilos historicistas se asociaban a la función del edificio, por esta razón no es raro encontrar que los palacios se hicieran en estilo neoplateresco, las iglesias en neoclásico o neogótico, las fábricas en neomudéjar, etc. Cada nación europea pudo elegir la arquitectura de "retornos" estilísticos que le evocara su propia identidad, que permitiera reivindicar aspectos artísticos nacionales.

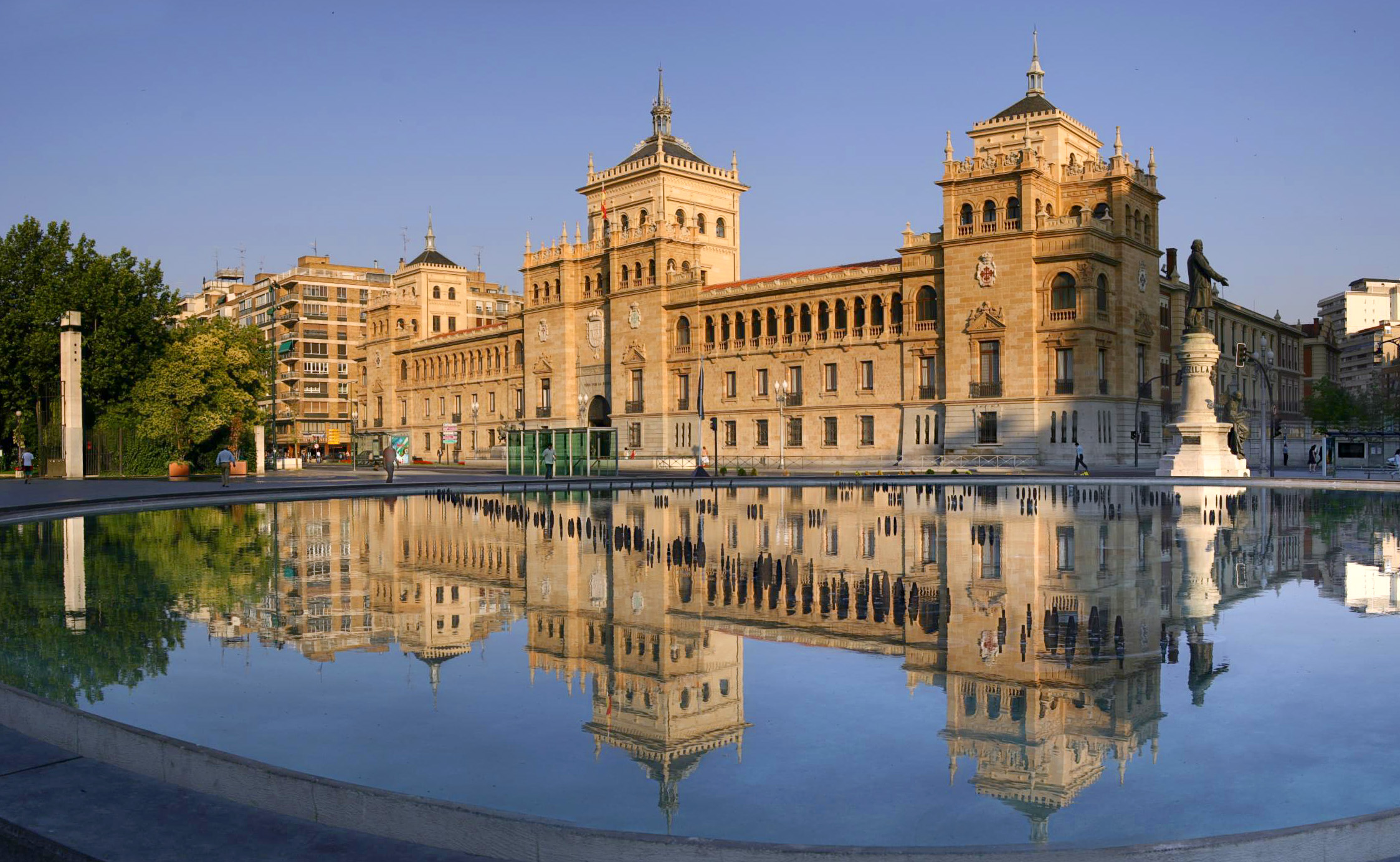
Academia de Caballería de Valladolid.

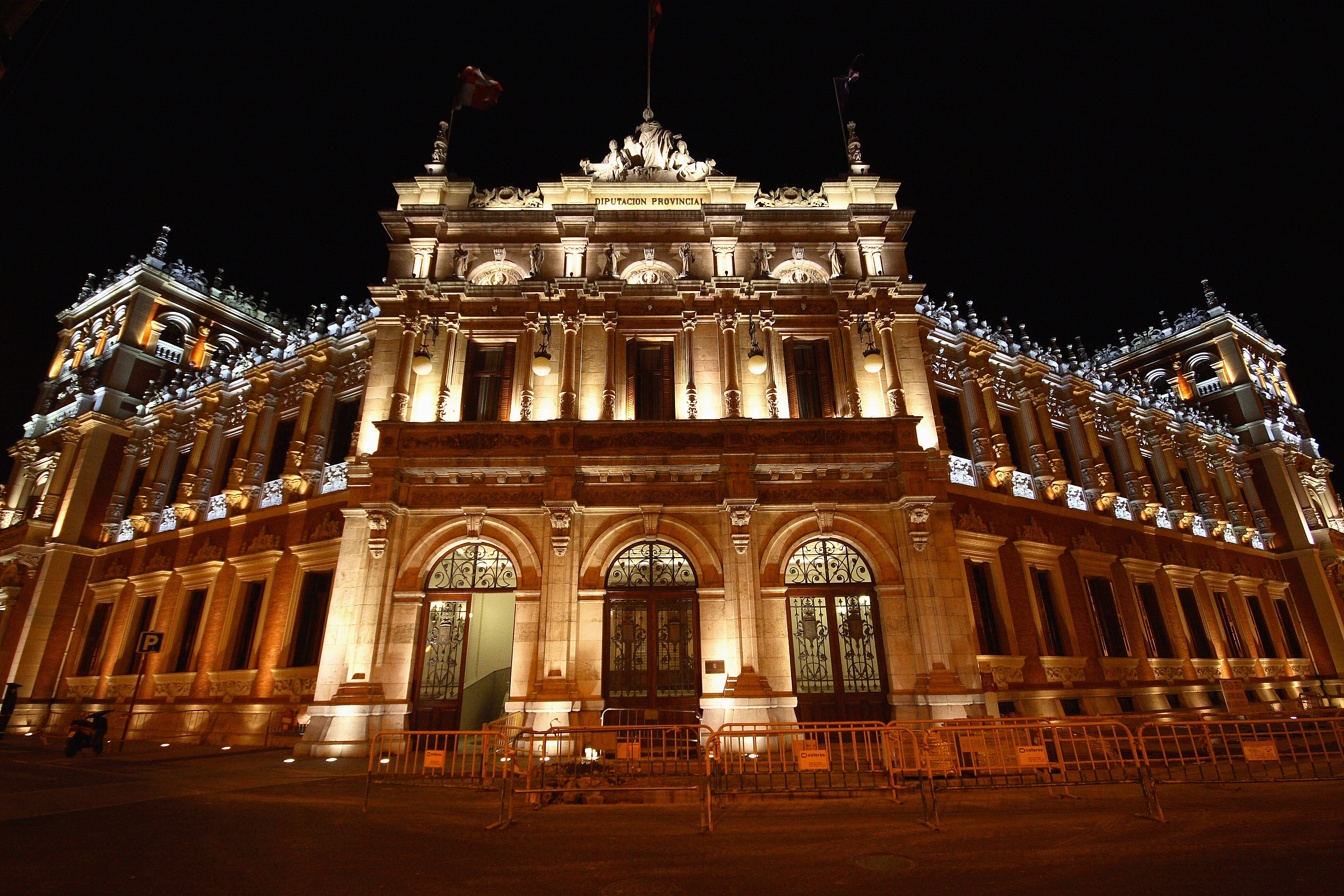
Palacio de la Diputación de Palencia.

Encontrar una arquitectura que eligiese un punto de referencia del pasado nacional fue una necesidad estilística de la época, es por esta razón por la que finalmente se eligió como evocador de la imagen de España el plateresco entre otros estilos. En el discurso de entrada que hace Arturo Mélida en 1899 en la Academia de Bellas Artes de San Fernando, ya reivindica el estilo. Con este espíritu se presentaba la delegación española capitaneada por José Urioste a la Exposición Universal de París en 1900. El éxito de la delegación hizo que durante casi dos décadas posteriores el neoplateresco fuese el estilo elegido por sus representantes.

## Características

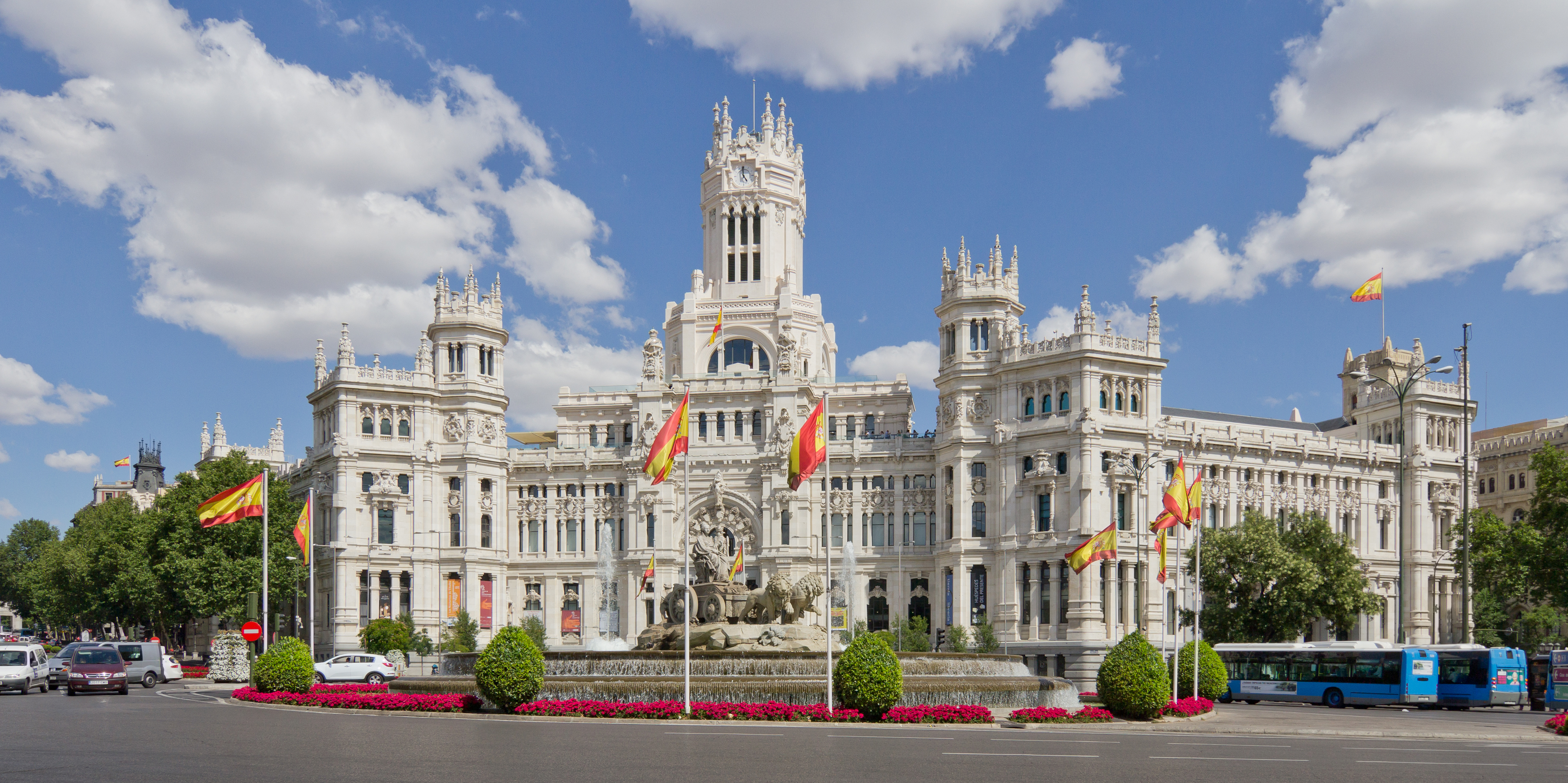
Palacio de Comunicaciones de Madrid.

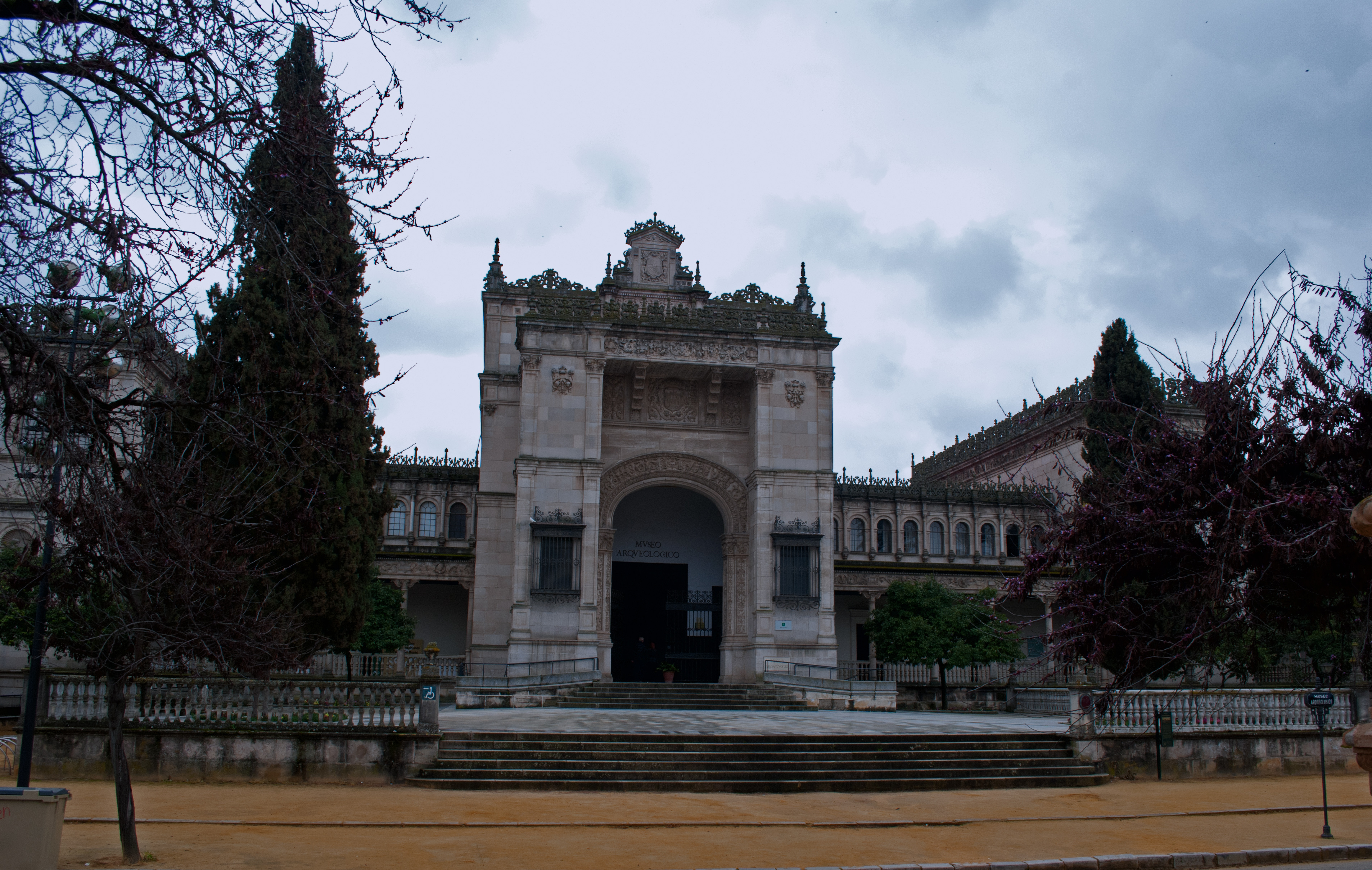
Museo Arqueológico de Sevilla.

El neoplateresco como arquitectura va exponiendo un carácter diverso según las regiones. Este efecto inspirador de lo local hace que derive en algunas ocasiones en una especie de arquitectura regionalista. En todos los casos toma inspiración del pasado de una arquitectura plateresca ya expresada anteriormente en la primera mitad del siglo XVI.  Emplea una gran profusión de detalles regionales en la composición de las fachadas y de los interiores. Es por lo tanto un estilo fuertemente ornamental. En muchas ciudades encuentra edificios emblemáticos como es el caso de Antonio Palacios al diseñar el Palacio de Comunicaciones, o en el proceso constructivo del primer tramo de la Gran Vía (apoyado por el arquitecto municipal Sallaberry).

## Neoplateresco fuera de España

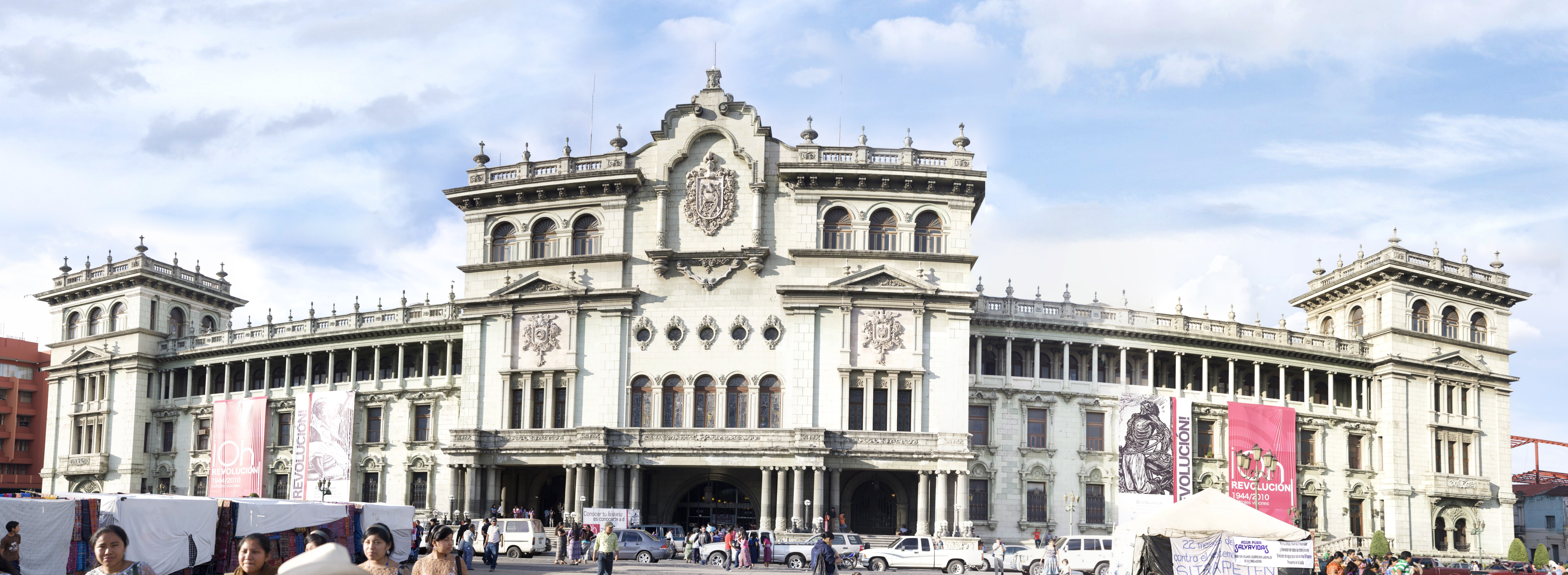
Palacio Nacional de la Cultura en Ciudad de Guatemala.

El estilo arquitectónico se exportó a otros países hispanoamericanos, existiendo ejemplos de diseños arquitectónicos. En muchas ocasiones no se trata de un neoplateresco puro, sino que queda mezclado con reminiscencias neocoloniales. En algunos casos se hibrida con otras formas de la arquitectura renacentista y barroca española.
De esta forma, se encuentran en la ciudad argentina de Buenos Aires, la Casa Asturias (Avenida de Mayo) y el Teatro Nacional Cervantes, siendo uno de sus promotores Ricardo Rojas, en lo que se denominó Restauración Nacionalista. De la misma forma en México se encuentran ejemplos como con el Casino Español de la capital federal, concebido en neobarroco por el arquitecto Emilio González del Campo en el año 1903. Algunas variantes pueden encontrarse igualmente en California en lo que se ha derivado en "estilo de misiones".
En Ciudad de Guatemala el Palacio Nacional de la Cultura se construyó entre 1939 y 1943 por iniciativa del general Jorge Ubico. El Palacio Nacional guatemalteco, levantado sobre el antiguo ayuntamiento de la época colonial derruido por un terremoto, se inspiró en el Palacio de Monterrey de Salamanca y en el Colegio Mayor de San Ildefonso de la Universidad de Alcalá de Henares.